# 硫酸镍
硫酸镍是一种无机化合物，化学式为NiSO4。

## 性质
硫酸镍从溶液中结晶时，结晶产物受温度的影响。在30.7℃下析出绿色正交晶系的七水硫酸镍，在30.7℃-53.8℃析出蓝绿色四方晶系的α-六水硫酸镍，53.8℃以上析出绿色单斜晶系的β-六水硫酸镍，其在室温时会相变回蓝绿色且不透明。商品多为α-六水物。
加热水合盐会导致脱去水分子，其中四水物和一水物是稳定的，亮黄色的无水硫酸镍须在330℃以上制得。在大约800℃下分解为氧化镍和三氧化硫。在较高浓度的硫酸中结晶也可以获得低水合物，它们缓慢溶于水。
硫酸镍的碱性溶液可以将一氧化碳转化为四羰基镍。

## 制备
由金属镍与硫酸／硝酸混酸反应而得。
{\displaystyle {\rm {\ 3Ni+8HNO_{3}\rightarrow 3Ni(NO_{3})_{2}+2NO\uparrow +4H_{2}O}}}
{\displaystyle {\rm {\ Ni(NO_{3})_{2}+H_{2}SO_{4}\rightarrow NiSO_{4}+2HNO_{3}}}}

## 用途
电镀工业中，用作电镀镍和化学镍的主要原料。印染工业中，用作还原染料的媒染剂，并用于生产酞菁艳蓝络合剂。医药工业中，为制取维生素C时氧化一步的催化剂。此外，还用作其他镍盐如氧化镍、硫酸镍铵、碳酸镍的制取原料、生产硬化油时油脂加氢的催化剂，也用于制镍镉电池和生产硬质合金等。
使用10伏特電，接上0.5M的硫酸鎳水溶液只需10分鐘便可鍍上2*5(cm)的銅片